# Mimela malicolor
Mimela malicolor är en skalbaggsart som beskrevs av Lin 1990. Mimela malicolor ingår i släktet Mimela och familjen Rutelidae. Inga underarter finns listade i Catalogue of Life.